# Meurtre de Lola Daviet
Le texte peut changer fréquemment, n’est peut-être pas à jour et peut manquer de recul. 
Le titre et la description de l'acte concerné reposent sur la qualification juridique retenue lors de la rédaction de l'article et peuvent évoluer en même temps que celle-ci.
L'affaire Lola — ou affaire Lola Daviet — est une affaire criminelle française, en cours d'instruction. Le corps de Lola Daviet, âgée de 12 ans, est découvert le 14 octobre 2022 dans une malle à proximité de l'immeuble du 19e arrondissement de Paris où elle réside avec sa famille. La principale suspecte dans l'affaire, Dahbia Benkired, est mise en examen pour meurtre sur mineur de moins de 15 ans accompagné de tortures ou actes de barbarie et pour viol sur mineur, et placée en détention provisoire le 17 octobre.
L'affaire provoque une vive émotion en France et fait également la une de certains médias à travers le monde. Elle est récupérée par la droite et l'extrême droite qui dénoncent à cette occasion la non-exécution des obligations de quitter le territoire français (OQTF) et prônent une politique migratoire plus ferme. Les parents de la victime demandent que le meurtre de leur fille ne soit pas exploité à des fins politiques.

## La victime
Lola Daviet, née le 18 juillet 2010 à Béthune, est scolarisée au collège Georges-Brassens à Paris et âgée de 12 ans au moment des faits.
Ses parents, originaires de Fouquereuil dans le département du Pas-de-Calais, exercent la profession de gardien d'immeuble de la résidence familiale, 119 rue Manin, dans le 19e arrondissement de Paris,,,. Le père de Lola, Johan Daviet, meurt le 23 février 2024.
La victime était championne de France d'aérobic. Lola est décrite par l'une de ses amies comme « aimant beaucoup le foot, assez drôle, garçon manqué et chipie avec les garçons ».

## Faits
Le vendredi 14 octobre 2022, peu après 15 h, Johan Daviet s'inquiète de l'absence de sa fille, qui devait rentrer du collège Georges-Brassens, dans le 19e arrondissement de Paris, où elle est scolarisée,,. Le père de famille prévient alors sa femme, Delphine, qui va signaler la disparition de sa fille dans un commissariat. Après avoir interrogé le voisinage, le père de famille visionne les images de vidéosurveillance du bâtiment, auxquelles il a accès en sa qualité de gardien d'immeuble.
Il découvre sur ces images que Lola rentre dans l'immeuble, avant de disparaître, faisant remonter la dernière trace de vie de la jeune fille vers 15 h 20, où elle se trouvait en compagnie d'une femme. Aux alentours de 18 h, Delphine Daviet, la mère de la jeune fille, publie sur son compte Facebook un message d'alerte enlèvement, avec la description vestimentaire de sa fille, une photo de cette dernière, ainsi qu'un cliché des images de vidéosurveillance, sur lesquelles on aperçoit l'inconnue ouvrir la porte de l'immeuble,,.
Après avoir découvert des traces d'enlèvement au troisième sous-sol de la résidence, la police trouve du ruban adhésif et un cutter. Ces éléments ont rapidement participé à faire de la piste criminelle la plus envisageable. Plus tard dans la soirée, vers 23 h 30, la police se voit signaler par un sans domicile fixe la présence dans la rue d'Hautpoul de deux valises cabine, posées à côté d'une malle en plastique, renfermant un corps dissimulé par des tissus, ligoté et recroquevillé, à quelques rues des lieux de la disparition de la jeune fille. Il s'agit du corps de Lola Daviet qui présente des plaies importantes au niveau de la gorge, les chiffres « zéro » et « un » inscrits sous ses pieds, et la tête recouverte de ruban adhésif. Les parents de la jeune Lola sont avertis vers 2 h du matin,.

## Suspects de l'affaire
Lorsque Dahbia Benkired est aperçue sur les images de vidéosurveillance, les enquêteurs font d'elle la principale suspecte,. Sans domicile fixe, cette femme âgée de 24 ans au moment des faits, née le 12 avril 1998 à Alger en Algérie, se trouve depuis 2019, soit 3 années avant le drame, en situation irrégulière sur le territoire français ; elle n'a pas d'antécédent judiciaire. Elle est connue des services de police uniquement comme victime de violences conjugales,,,.
Vivant selon les jours chez des connaissances proches ou lointaines, elle est hébergée chez sa sœur aînée Friha Benkired, âgée de 26 ans, habitant dans la même résidence que la jeune Lola,. Selon sa sœur, la suspecte souffrirait de troubles psychiques. Dahbia Benkired n'est toutefois pas connue des hôpitaux psychiatriques d'Île-de-France. Se montrant insensible à ce qu'a subi Lola, elle déclare : « Moi aussi, je me suis fait violer et j'ai vu mes parents mourir devant moi ». Selon un proche, qui l'a vue dix jours avant, elle « avait un peu perdu la boule », elle soliloquait et, très perturbée par la perte de ses parents, elle « déraillait par rapport à la religion », apostasiant l'islam pour le christianisme évangélique. Elle doit subir une expertise psychiatrique mais un premier examen de comportement la déclare apte à rester en garde à vue.
Arrivée en France de façon légale grâce à un titre de séjour étudiant obtenu en mai 2016, elle est interpellée par la police de l'air et des frontières le 21 août 2022 alors qu'elle souhaite prendre l'avion. Ne disposant pas de titre de séjour valide, Benkired se voit délivrer une obligation de quitter le territoire (OQTF) sous un délai de 30 jours, pour quitter le pays par ses propres moyens, et à ses frais, soit avant le 21 septembre.
Un homme âgé de 43 ans, Rachid Nasri, chauffeur VTC, conduit la suspecte avec la malle contenant le corps de Lola, jusque dans son appartement situé à deux pas de la gare de Bécon-les-Bruyères dans les Hauts-de-Seine,,. Mis en examen pour « recel de cadavre », il est relâché et placé sous contrôle judiciaire.
Amine K., 32 ans, qui avait hébergé son amie Dahbia Benkired la nuit suivant le meurtre et faisait partie des six personnes placées en garde à vue dans le cadre de l'enquête sur la mort de Lola, n'a fait l'objet d’aucune poursuite dans cette affaire. En situation irrégulière, il est toutefois visé, depuis la fin de sa garde à vue, par une obligation de quitter le territoire français (OQTF), assortie d'un placement dans un centre de rétention administrative de la région parisienne et devrait donc être renvoyé dans son pays d'origine, l'Algérie.

### Mesure d'expulsion vers l'Algérie
Après avoir été entendue par la police au mois de novembre, la sœur aînée de la principale suspecte, Friha Benkired âgée de 26 ans, qui sous-louait un appartement dans le même immeuble que la victime, — où Dahbia Benkired vivait de manière épisodique —, est placée en centre de rétention administrative pour « absence de titre de séjour ». Elle est expulsée vers l'Algérie à la mi-décembre 2022.

## Déroulement de l'enquête

### Remontée de témoignages
Aux alentours de 17 h, soit seulement 1 h 40 (15 h 20) après la dernière trace de vie de Lola, plusieurs personnes affirment avoir rencontré Dahbia Benkired, filmée par les caméras de surveillance, devant un café du quartier, traînant une lourde malle près d'elle. « À un moment elle a voulu la porter, mais on a vu que c'était lourd, on s'imaginait qu'elle avait plein d'affaires dedans. » déclare l'un des témoins. D'autres personnes indiquent avoir vu cette dernière « au comportement étrange » faire des allers-retours entre le café et la boulangerie, demandant de l'aide, afin de transporter la malle, ou encore remonter la rue en chaussettes en train de hurler au téléphone à plusieurs reprises « Il l'a fait ! ».

### Premières interpellations puis autopsie
Le 14 octobre 2022, jour du meurtre, le parquet de Paris ouvre une enquête pour meurtre sur mineur de moins de 15 ans. Cette enquête est confiée à la brigade criminelle. Dans la nuit, trois personnes sont interpellées à proximité des lieux, quelques heures plus tard le matin, la principale suspecte visible sur les images de vidéosurveillance, est interpellée en fuite à Bois-Colombes dans les Hauts-de-Seine. Les enquêteurs mettent alors six personnes en garde à vue entre le vendredi et samedi. Deux gardes à vue, dont celle du sans domicile fixe âgé de 42 ans qui avait découvert la malle, sont levées au cours du week-end. Parmi les quatre personnes toujours auditionnées figure la principale suspecte, sa sœur, ainsi que deux hommes.
Le 15 octobre 2022, des médecins légistes pratiquent une autopsie sur le corps de la jeune Lola. L'examen médico-légal conclut que la jeune fille a succombé à une asphyxie.
Le 17 octobre, une information judiciaire est ouverte des chefs de « meurtre sur mineure de moins de 15 ans, en lien avec un viol commis, avec des actes de torture et de barbarie, viol sur mineur de 15 ans avec actes de torture et de barbarie et recel de cadavre ». Le même jour, sur les quatre personnes, deux personnes sont présentées au juge d'instruction et la principale suspecte est placée en détention provisoire.

### Récit de la principale suspecte et détention provisoire
Alors en garde à vue le dimanche 16 octobre 2022 et apte à porter un discours, Dahbia Benkired délivre des précisions aux enquêteurs. Elle raconte avoir attiré chez sa sœur la jeune Lola, vivant dans le même immeuble que cette dernière. Elle aurait obligé Lola Daviet à prendre une douche en raison de ses menstruations, avant de la violer « avec mes doigts et mes mains. Tout ce que je lui ai demandé de faire, elle l’a fait, jusqu’à mon plaisir. J’ai eu un orgasme. Je l’ai attrapée par les cheveux, j’ai mis sa tête entre mes jambes, je lui ai demandé de faire ce qu’elle avait à faire, je l’ai lâchée puis je l’ai scotchée », selon ses déclarations. La jeune collégienne aurait reçu des coups post mortem au niveau de l'épaule, ainsi que du cou, à l'aide d'objets tranchants. Dahbia Benkired reconnait en outre avoir inscrit elle-même les chiffres « 0 » et « 1 » sous les pieds de la victime « avec du vernis “Number One”, numéro 1 en anglais. » Selon elle, « La raison est que sa mère ne m’a pas donné le pass pour que je puisse monter me reposer, rien. ». Elle poursuit son récit et explique avoir mis la jeune fille de 12 ans à l'intérieur d'une caisse, avant de sortir dans la rue. Une connaissance serait alors venue récupérer la femme de 24 ans en voiture, pour l'emmener dans les Hauts-de-Seine, puis, la principale suspecte serait revenue dans la soirée chez sa sœur, laissant la malle dans la cour de l'immeuble. La découverte du corps de la jeune fille, puis, par la suite, le discours de la principale suspecte, provoquent notamment la mise en place d'une cellule psychologique afin d'accompagner les différentes personnes travaillant sur l'affaire,.
Le 18 octobre 2022, après sa mise en détention provisoire la veille, la principale suspecte est incarcérée, de manière isolée et sous haute surveillance, au centre pénitentiaire de Fresnes, conformément aux réquisitions du parquet. Cette incarcération est motivée par une inquiétude « majeure » de récidive de l'intéressée, ainsi qu'un risque « exceptionnel » de trouble à l'ordre public étant donné l'émotion provoquée par l'affaire.

### Évaluation psychiatrique de la prévenue
Le 28 novembre 2022, l'expert psychiatre ayant examiné Dahbia Benkired pendant sa détention provisoire remet, au juge d'instruction chargé de l'affaire, un rapport dans lequel il affirme la responsabilité pénale de la suspecte, déclarant qu'elle ne souffre « d'aucune maladie psychiatrique relevant de l'autisme, de la schizophrénie, ou paranoïa ou autres ». De manière inattendue, il récuse en effet toute abolition ou même altération de son discernement, affirmant que « La folie d’un acte ne doit pas subir l’amalgame de la nécessaire folie de son auteur » et que Dahbia Benkired ne souffre « d’aucun trouble psychique ou neuropsychique ayant aboli ou altéré son discernement ». Il indique cependant déceler « un trouble grave et complexe de sa personnalité » qu'il décrit comme « un haut potentiel narcissique psychopathique » incluant « une tendance à la manipulation ainsi qu’une structuration perverse de sa personnalité tentant de disséminer le trouble et la confusion chez son interlocuteur », une tendance au « mensonge pathologique » et une « absence d’empathie et de culpabilité ». Il avertit que « Sur le plan social, sa dangerosité doit retenir toute l’attention, le risque de violence étant évalué comme étant très élevé », avant d'expliquer qu'elle serait avec son entourage dans « un rapport de domination, l’autre devient sa proie, un moyen de jouissance sur lequel elle pose son emprise ».
Dans le courant du mois de février 2023, elle est néanmoins internée d'office dans l’unité pour malades difficiles de l'hôpital psychiatrique de Villejuif. L'information n'est cependant rendue publique que 5 mois plus tard, au mois de juillet 2023. RMC révèle en effet qu'alors qu'elle était placée à l’isolement en détention provisoire à Fresnes, elle se disait « plongée dans un monde étrange » et avait cherché à se blesser à plusieurs reprises mais refusait tout traitement. Qu'en outre, elle se tapait la tête contre les murs, se coupait la pulpe des doigts et s’était rasé partiellement le crâne. Pouvant également se montrer agressive à l’égard des surveillants pénitentiaires, elle était considérée comme dangereuse pour elle et pour les autres.

## Réactions politico-médiatiques
Le meurtre suscite l’émotion de la population française, est repris sur les réseaux sociaux et par la classe politique puis est récupéré politiquement par une partie d'entre elle,,,.
La droite (Les Républicains) et l'extrême droite (Rassemblement national), en campagne pour la présidence de leurs partis, mettent en cause le gouvernement, qu'ils accusent de laxisme vis-à-vis de l'immigration, en raison de la situation irrégulière de la principale suspecte,. Le gouvernement, notamment la Première ministre Élisabeth Borne, dénonce une récupération politique ; Le Monde, qui évoque également une récupération, mentionne que l'exécutif est embarrassé par la non-exécution d'obligations de quitter le territoire français (OQTF). Le ministre de la justice, Éric Dupond-Moretti, accuse la droite (en réponse à l'intervention du député Éric Pauget) de « démagogie » et de « se servir du cercueil d'une gamine de 12 ans comme on se sert d’un marchepied »,.
La conduite des médias a été critiquée par les parents d’élèves du collège de la victime. Le site Arrêt sur images évoque « des médias diffusant de fausses informations, d'autres harcelant les élèves du collège à la sortie, jusqu'à l'indécence, mineurs filmés sans autorisation par BFMTV, des enfants qui ne veulent plus aller en cours à cause des journalistes et un communiqué déplorant l'attitude des médias… et qu'aucun ne relaie ».
L'affaire est instrumentalisée par le parti d'Éric Zemmour, Reconquête, qui dès le dimanche achète des noms de domaines, dont l'un appelant à manifester « pour Lola », puis lance une campagne sur Twitter pour tenter de populariser le thème, de la même manière qu'il l'avait fait pour le permis de conduire lors de la campagne présidentielle,. De nombreuses rumeurs et infox sont lancées sur les réseaux sociaux, et l'extrême droite indique vouloir organiser une marche malgré l'avis de la famille. Le 20 octobre, des journalistes sont pris à partie lors d'un rassemblement à Paris organisé par l'Institut pour la justice, une association que BFM qualifie de proche d'Éric Zemmour. En présence d'élus du parti Reconquête et de Florian Philippot, de nombreux slogans d'extrême droite sont entonnés. L'avocate des parents, Clotilde Lepetit, demande l'arrêt de « toute utilisation du nom et de l'image de leur enfant à des fins politiques ». Le ministre de l'Intérieur, Gérald Darmanin, se rend aux obsèques sur invitation des parents en la collégiale Saint-Omer de Lillers, le 24 octobre 2022.
Les groupuscules d'extrême droite récupèrent aussi l'affaire en organisant des rassemblements dans plusieurs villes de France, notamment à Rennes et à Lyon où une manifestation rassemble environ 150 personnes et déclenche une plainte du maire Grégory Doucet,. Au cours du mois d'octobre, plusieurs dégradations sont causées par l'extrême droite en réaction au meurtre de Lola comme à Grenoble ou Aubenas,. À Pessac, commune de Bordeaux Métropole, le groupe Action directe identitaire vandalise la mosquée Al-Farouq en la recouvrant d'inscriptions promouvant une « revanche nationaliste ».
Une marche blanche a lieu le 16 novembre 2022, à 16 h, réunissant environ 400 personnes. Les parents de Lola y sont présents et sa mère y prend la parole. Conformément aux souhaits de la famille, aucun signe politique n'y est visible.

## Filmographie
- Épisode Affaire Lola, chronique d'une récupération de la série La fabrique du mensonge, d'une durée de 1h46. Réalisation de Félix Seger. Diffusé pour la première fois le 21 mai 2023 sur la chaîne France 5 du réseau France Télévisions. Visionner l'épisode en ligne[71]